# サンライズソア
サンライズソアは、日本の競走馬。主な勝ち鞍は2018年の平安ステークス(GIII)、名古屋大賞典(JpnIII)。

## 経歴

### 2歳（2016年）
8月6日に新潟競馬場の芝1600mの新馬戦に3番人気で出走。レースでは先手を取るとそのまま押し切って優勝し、新馬勝ちを飾った。
その後は8月28日の新潟2歳ステークスに出走したが7着に終わり、続く11月12日のデイリー杯2歳ステークスでも9着、12月4日のシクラメン賞（500万下）も6着という結果に終わった。
初のダート戦となった11月17日の樅の木賞（500万下）では6番人気に留まったが、2番手追走から直線で抜け出して後続の追走をアタマ差で凌ぎ、2勝目をマークした。なお、このレースは後に何度も対戦する同馬主のサンライズノヴァ（3着）との初対決ともなった。

### 3歳（2017年）
この年の初戦は再び芝でのレースとなる3月18日の若葉ステークスに出走したが、最低人気でのシンガリ負けと振るわず、次走からはダートに転向。
5月14日の青竜ステークスは7番人気での出走となったが、3番手から上がり3ハロン2位タイの末脚で押し切って優勝した。
続いて初の重賞挑戦となる6月18日のユニコーンステークスに出走。中団から競馬を進めて直線で先頭に並びかけたが、外から追い込んできたサンライズノヴァとハルクンノテソーロに差を開けられ、3着となった。
次走7月12日のジャパンダートダービーではサンライズノヴァが1番人気に推される中で4番人気となったが、レースでは好位追走から最内を通って直線で抜け出し、地方馬ヒガシウィルウィンにはクビ差で差されたものの2着に健闘した。
9月17日のラジオ日本賞ではデビュー以来初の1番人気に推され、不良馬場の中で2番手を追走したが最後の直線で大外から後方勢に差し切られ3着、同じく不良馬場となった10月22日のブラジルカップでも1番人気となったが3着に終わった。
11月11日の武蔵野ステークスではJDD以来の対決となったサンライズノヴァが支持を集める中で8番人気まで人気を落としたが、直線では伸びを見せてインカンテーションの2着に入った。続く12月9日の師走ステークスではサンライズノヴァを抑えて1番人気に推されたが、中団待機から伸びずにダートでは初めて馬券圏内を外す10着に大敗した。

### 4歳（2018年）
この年の初戦として、2月24日の仁川ステークスに新馬戦以来のコンビとなるミルコ・デムーロを鞍上に迎えて出走。1番人気に推されたものの、後方から追い込んできた2番人気のナムラアラシに差し切られて2着となった。
続いて3月29日の名古屋大賞典に出走。JBCクラシック3着のミツバや近5走中4勝のモズアトラクションらを抑えて1番人気の支持を受けると、レースでは先頭に立ってスローペースに持ち込み、そのまま押し切って重賞初制覇を飾った。
次走は5月6日のブリリアントステークスに1番人気で出走したが、後方待機から伸びずに14着に大敗した。この結果もあって5月19日の平安ステークスでは再び人気を落としたが、先手をとって逃げるとそのまま後続の追走を振り切って重賞2勝目をマークした。
その後は4カ月の休養を挟み、騎乗停止中だったデムーロからクリストフ・ルメールに乗り替わって9月29日のシリウスステークスで復帰。平安ステークスでも圧倒的1番人気に推されていたグレイトパール、JDD2着の3歳馬オメガパフュームに次ぐ3番人気での出走となった。メンバー中トップハンデの57.5kgを背負ったレースでは好位から競馬を進めて4コーナーで先頭に抜け出したが、外から追い込んできたオメガパフュームと内から猛追したウェスタールンドに交わされ3着に終わった。
次走は京都競馬場での開催となった11月4日のJBCクラシックに出走。鞍上のルメールが秋華賞、菊花賞、天皇賞（秋）、さらにJBCスプリントと4週連続でGIを勝利するなど好調なこともあり1番人気に推され、先手を取ってレースを引っ張ったものの、最後の直線で外からケイティブレイブとオメガパフュームに差し切られ3着に敗れた。
年内最終戦として12月2日のチャンピオンズカップにジョアン・モレイラ鞍上で出走。ここまで7戦6勝、JpnI3勝の3歳馬ルヴァンスレーヴが圧倒的支持を集める中でケイティブレイブに次ぐ3番人気に推された。レースでは先団に位置を取り、直線では外からルヴァンスレーヴに並びかけたが突き放され、さらに内から伸びて来たウェスタールンドにも差されて3戦連続の3着となった。

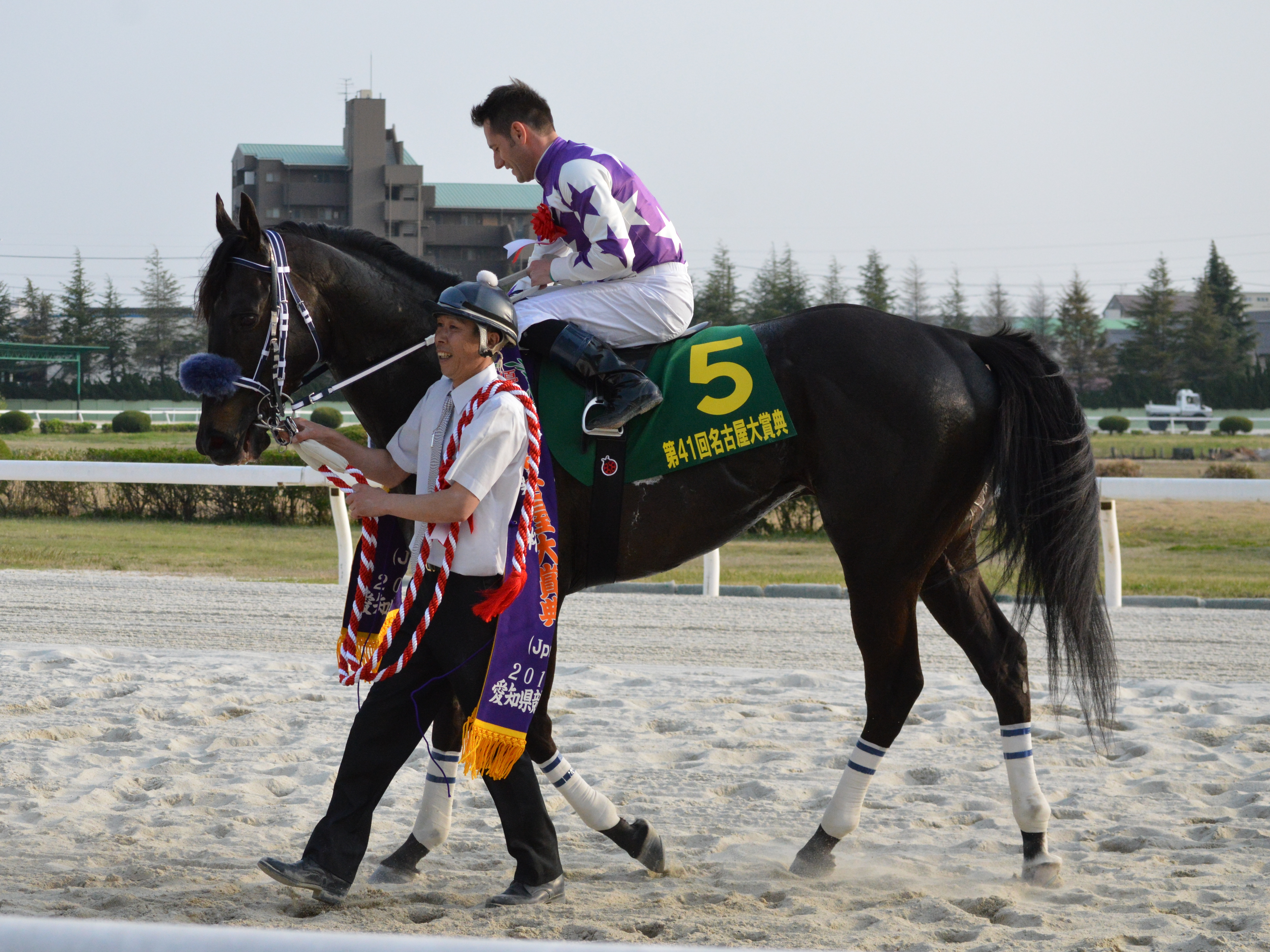
名古屋大賞典優勝時
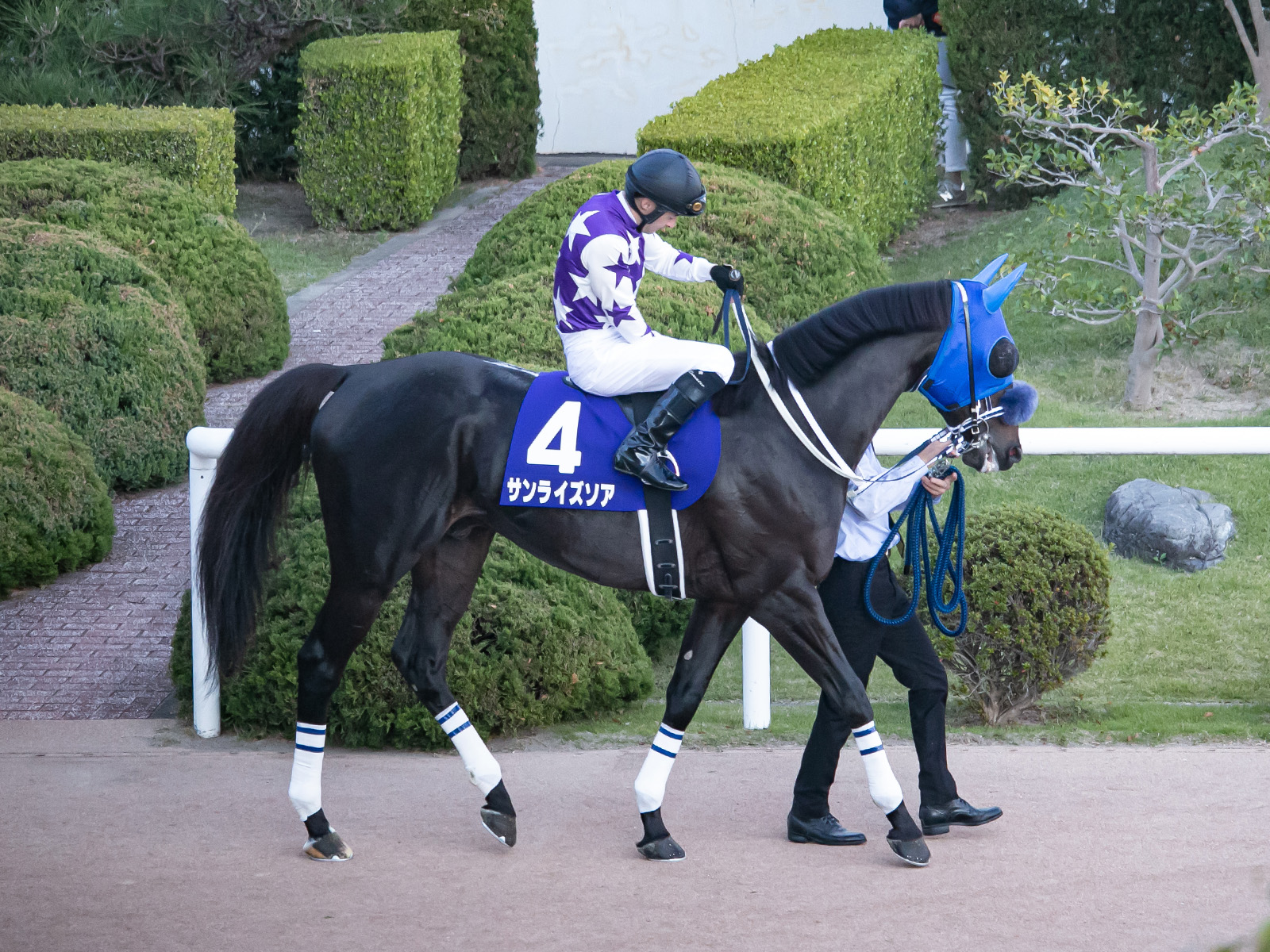
JBCクラシック

### 5歳（2019年）
鞍上に新たに田辺裕信を迎えて2月17日のフェブラリーステークスから始動し、先手を取った1番人気のインティを2番手から追走したが、直線で後続に飲み込まれ6着に終わった。（詳細は第36回フェブラリーステークスを参照）
連覇を目指して出走した5月18日の平安ステークスではチュウワウィザードに次ぐ2番人気となり、レースでは好スタートから先頭に立ったものの、後続に競りかけられてハイペースでの逃げとなり、直線半ばで後方集団に差し切られて5着となった。

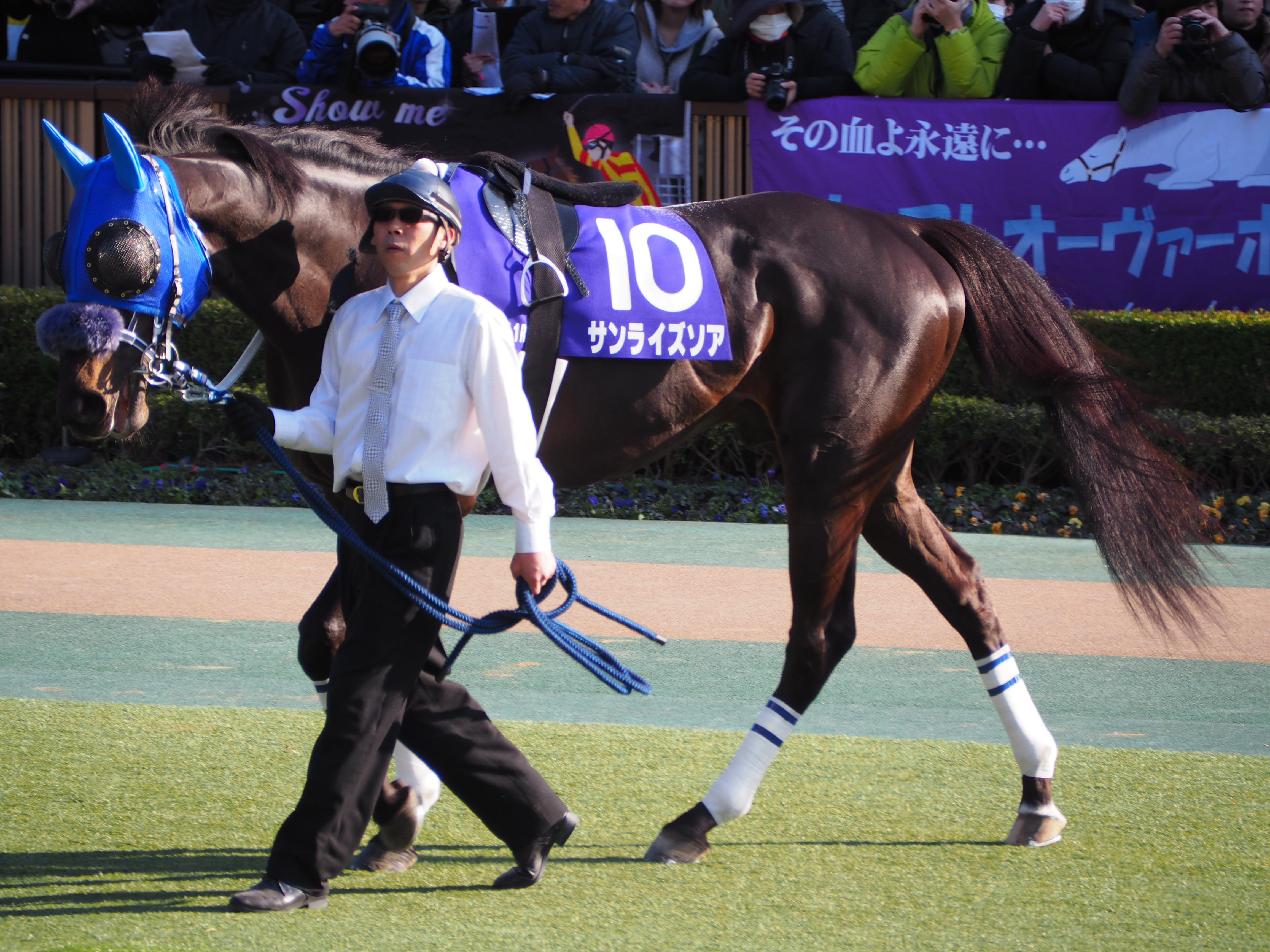
フェブラリーS

### 6歳（2020年） - 7歳（2021年）
2020年は脚部不安のため全休。2021年6月5日のアハルテケステークスで2年ぶりに出走も16着としんがり負けに終わった。
秋に入り、10月16日の太秦ステークスで3着と好走。12月1日付けで競走馬登録を抹消され、現役を引退した。引退後は北海道浦河町のイーストスタッドで種牡馬となる。

## 競走成績
以下の内容は、netkeiba.comの情報に基づく。
| 競走日     | 競馬場 | 競走名            | 格      | 距離（馬場）  | 頭 数 | 枠 番 | 馬 番 | オッズ （人気） | 着順 | タイム （上がり3F） | 着差 | 騎手        | 斤量 [kg] | 1着馬（2着馬）         | 馬体重 [kg] |
| ---------- | ------ | ----------------- | ------- | ------------- | ----- | ----- | ----- | --------------- | ---- | ------------------- | ---- | ----------- | --------- | ---------------------- | ----------- |
| 2016.08.06 | 新潟   | 2歳新馬           |         | 芝1600m（良） | 18    | 2     | 4     | 005.70（3人）   | 01着 | R1:35.9（33.4）     | -0.1 | 0M.デムーロ | 54        | （アウトライアーズ）   | 506         |
| 0000.08.28 | 新潟   | 新潟2歳S          | GIII    | 芝1600m（良） | 15    | 5     | 9     | 009.30（5人）   | 07着 | R1:35.0（34.3）     | -0.7 | 0石川裕紀人 | 54        | ヴゼットジョリー       | 504         |
| 0000.11.12 | 京都   | デイリー杯2歳S    | GII     | 芝1600m（良） | 10    | 8     | 10    | 053.30（7人）   | 09着 | R1:35.9（34.9）     | -1.3 | 0幸英明     | 55        | ジューヌエコール       | 504         |
| 0000.12.04 | 阪神   | シクラメン賞      | 500万下 | 芝1800m（良） | 9     | 2     | 2     | 013.50（4人）   | 06着 | R1:52.1（34.6）     | -1.3 | 0岩崎翼     | 55        | サトノアーサー         | 506         |
| 0000.12.17 | 阪神   | 樅の木賞          | 500万下 | ダ1800m（稍） | 11    | 5     | 5     | 035.20（6人）   | 01着 | R1:53.8（37.5）     | -0.0 | 0岩崎翼     | 55        | （シロニイ）           | 506         |
| 2017.03.18 | 阪神   | 若葉S             | OP      | 芝2000m（良） | 11    | 7     | 9     | 108.1（11人）   | 11着 | R2:02.5（37.3）     | -2.2 | 0岩崎翼     | 56        | アダムバローズ         | 502         |
| 0000.05.14 | 東京   | 青竜S             | OP      | ダ1600m（重） | 14    | 8     | 14    | 016.70（7人）   | 01着 | R1:35.2（35.6）     | -0.2 | 0岩崎翼     | 56        | （ハルクンノテソーロ） | 494         |
| 0000.06.18 | 東京   | ユニコーンS       | GIII    | ダ1600m（良） | 16    | 8     | 15    | 005.10（3人）   | 03着 | R1:36.9（36.8）     | -1.0 | 0岩崎翼     | 56        | サンライズノヴァ       | 498         |
| 0000.07.12 | 大井   | ジャパンDダービー | JpnI    | ダ2000m（良） | 14    | 5     | 8     | 006.00（4人）   | 02着 | R2:05.8（38.4）     | -0.0 | 0川田将雅   | 56        | ヒガシウィルウィン     | 502         |
| 0000.09.17 | 中山   | ラジオ日本賞      | OP      | ダ1800m（不） | 16    | 1     | 1     | 002.50（1人）   | 03着 | R1:51.1（37.9）     | -0.1 | 0戸崎圭太   | 53        | センチュリオン         | 494         |
| 0000.10.22 | 東京   | ブラジルC         | OP      | ダ2100m（不） | 16    | 2     | 4     | 002.50（1人）   | 03着 | R2:08.5（37.3）     | -0.4 | 0北村宏司   | 54        | メイショウウタゲ       | 506         |
| 0000.11.11 | 東京   | 武蔵野S           | GIII    | ダ1600m（良） | 16    | 5     | 9     | 018.90（8人）   | 02着 | R1:35.6（35.3）     | -0.1 | 0吉田豊     | 55        | インカンテーション     | 500         |
| 0000.12.09 | 中山   | 師走S             | OP      | ダ1800m（良） | 16    | 8     | 16    | 004.80（1人）   | 10着 | R1:53.4（38.2）     | -1.4 | 0岩崎翼     | 56        | ディアデルレイ         | 516         |
| 2018.02.24 | 阪神   | 仁川S             | OP      | ダ2000m（良） | 16    | 1     | 2     | 003.10（1人）   | 02着 | R2:04.3（37.8）     | -0.2 | 0M.デムーロ | 56        | ナムラアラシ           | 518         |
| 0000.03.29 | 名古屋 | 名古屋大賞典      | JpnIII  | ダ1900m（良） | 10    | 5     | 5     | 002.00（1人）   | 01着 | R2:02.4（36.7）     | -0.1 | 0M.デムーロ | 54        | （ミツバ）             | 511         |
| 0000.05.06 | 東京   | ブリリアントS     | OP      | ダ2100m（良） | 16    | 6     | 11    | 002.80（1人）   | 14着 | R2:13.1（39.4）     | -2.3 | 0M.デムーロ | 57        | フェニックスマーク     | 502         |
| 0000.05.19 | 京都   | 平安S             | GIII    | ダ1900m（稍） | 16    | 5     | 9     | 018.70（7人）   | 01着 | R1:57.3（37.0）     | -0.2 | 0M.デムーロ | 57        | （クイーンマンボ）     | 506         |
| 0000.09.29 | 阪神   | シリウスS         | GIII    | ダ2000m（不） | 16    | 7     | 14    | 005.40（3人）   | 03着 | R2:01.8（36.8）     | -0.3 | 0C.ルメール | 57.5      | オメガパフューム       | 508         |
| 0000.11.04 | 京都   | JBCクラシック     | JpnI    | ダ1900m（良） | 16    | 2     | 4     | 003.20（1人）   | 03着 | R1:57.0（38.4）     | -0.3 | 0C.ルメール | 57        | ケイティブレイブ       | 514         |
| 0000.12.02 | 中京   | チャンピオンズC   | GI      | ダ1800m（良） | 15    | 5     | 9     | 008.20（3人）   | 03着 | R1:50.5（35.9）     | -0.4 | 0J.モレイラ | 57        | ルヴァンスレーヴ       | 522         |
| 2019.02.17 | 東京   | フェブラリーS     | GI      | ダ1600m（良） | 14    | 6     | 10    | 014.10（5人）   | 06着 | R1:36.7（36.3）     | -1.1 | 0田辺裕信   | 57        | インティ               | 504         |
| 0000.05.18 | 京都   | 平安S             | GIII    | ダ1900m（良） | 16    | 4     | 8     | 004.80（2人）   | 05着 | R1:58.7（38.0）     | -0.6 | 0田辺裕信   | 57        | チュウワウィザード     | 510         |
| 2021.06.05 | 東京   | アハルテケS       | OP      | ダ1600m（重） | 16    | 1     | 1     | 009.20（5人）   | 16着 | R1:38.7（39.9）     | -3.7 | 0田辺裕信   | 58        | オメガレインボー       | 506         |
| 0000.10.16 | 阪神   | 太秦S             | OP      | ダ1800m（良） | 16    | 1     | 2     | 011.70（7人）   | 03着 | R1:51.4（38.1）     | -0.1 | 0幸英明     | 57        | ライトウォーリア       | 522         |

## 血統表
| サンライズソアの血統               | サンライズソアの血統                 | サンライズソアの血統       | （血統表の出典）           | （血統表の出典）    |
| 父系                               | ロベルト系                           | ロベルト系                 | ロベルト系                 | [ § 2 ]             |
| 父 *シンボリクリスエス 1999 黒鹿毛 | 父の父Kris S. 1977 黒鹿毛            | Roberto                    | Hail to Reason             | Hail to Reason      |
| 父 *シンボリクリスエス 1999 黒鹿毛 | 父の父Kris S. 1977 黒鹿毛            | Roberto                    | Bramalea                   |                     |
| 父 *シンボリクリスエス 1999 黒鹿毛 | 父の父Kris S. 1977 黒鹿毛            | Sharp Queen                | Princequillo               | Princequillo        |
| 父 *シンボリクリスエス 1999 黒鹿毛 | 父の父Kris S. 1977 黒鹿毛            | Sharp Queen                | Bridgework                 |                     |
| 父 *シンボリクリスエス 1999 黒鹿毛 | 父の母Tee Kay 1991 黒鹿毛            | Gold Meridian              | Seattle Slew               | Seattle Slew        |
| 父 *シンボリクリスエス 1999 黒鹿毛 | 父の母Tee Kay 1991 黒鹿毛            | Gold Meridian              | Queen Louie                |                     |
| 父 *シンボリクリスエス 1999 黒鹿毛 | 父の母Tee Kay 1991 黒鹿毛            | Tri Argo                   | Tri Jet                    | Tri Jet             |
| 父 *シンボリクリスエス 1999 黒鹿毛 | 父の母Tee Kay 1991 黒鹿毛            | Tri Argo                   | Hail Proudly               |                     |
| 母 アメーリア 2003 青鹿毛          | 母の父スペシャルウィーク 1995 黒鹿毛 | *サンデーサイレンス        | Halo                       | Halo                |
| 母 アメーリア 2003 青鹿毛          | 母の父スペシャルウィーク 1995 黒鹿毛 | *サンデーサイレンス        | Wishing Well               |                     |
| 母 アメーリア 2003 青鹿毛          | 母の父スペシャルウィーク 1995 黒鹿毛 | キャンペンガール           | マルゼンスキー             | マルゼンスキー      |
| 母 アメーリア 2003 青鹿毛          | 母の父スペシャルウィーク 1995 黒鹿毛 | キャンペンガール           | レディーシラオキ           |                     |
| 母 アメーリア 2003 青鹿毛          | 母の母ビハインドザマスク 1996 鹿毛   | *ホワイトマズル            | *ダンシングブレーヴ        | *ダンシングブレーヴ |
| 母 アメーリア 2003 青鹿毛          | 母の母ビハインドザマスク 1996 鹿毛   | *ホワイトマズル            | Fair of the Eurze          |                     |
| 母 アメーリア 2003 青鹿毛          | 母の母ビハインドザマスク 1996 鹿毛   | *ヴァインゴールド          | Mr. Prospector             | Mr. Prospector      |
| 母 アメーリア 2003 青鹿毛          | 母の母ビハインドザマスク 1996 鹿毛   | *ヴァインゴールド          | Chancy Dance               |                     |
| 母系(F-No.)                        | ヴァインゴールド系(FN:4-r)           | ヴァインゴールド系(FN:4-r) | ヴァインゴールド系(FN:4-r) | [ § 3 ]             |
| 5代内の近親交配                    | Hail to Reason 4×5=9.38%             | Hail to Reason 4×5=9.38%   | Hail to Reason 4×5=9.38%   | [ § 4 ]             |
| 出典                               | 1. 2. 3. 4.                          | 1. 2. 3. 4.                | 1. 2. 3. 4.                | 1. 2. 3. 4.         |

- 祖母ビハインドザマスクは重賞3勝を挙げた活躍馬。その半妹の仔に2007年ヴィクトリアマイルの勝ち馬コイウタがいる。
- 従兄弟に2023年ローズステークス・2024年阪神牝馬ステークス勝ち馬のマスクトディーヴァ、2025年共同通信杯勝ち馬のマスカレードボールがいる。